# George Sword
 George Sword (Miwakan Yuhala ; né en 1847 et mort en 1910) est une personnalité amérindienne Oglala Lakota. Il est le frère de Afraid of Bear. Il est connu pour avoir écrit un recueil en langue lakota d’histoires de tradition orale. Il collabora aussi avec James Riley Walker pour archiver la tradition orale de son peuple. Il devient capitaine de la force de police amérindienne de Pine Ridge.